# Thomas-Augustin de Gasparin
Thomas-Augustin de Gasparin (27. února 1754 v Orange – 11. listopadu 1793 tamtéž) byl francouzský důstojník a poslanec za departement Bouches-du-Rhône v Zákonodárném národním shromáždění a v Národním konventu.

## Životopis
Thomas-Augustin Gasparin pocházel z mladší větve korsického šlechtického rodu Gaspari, která se stala protestantskou po sňatku jednoho z jejích členů s jednou z dcer agronoma Oliviera de Serrese. Sloužil v pikardiském pluku v roce 1789, kdy vypukla revoluce, jejíž principy nadšeně přijal.
Gasparin byl kandidátem v departementu Bouches-du-Rhône do Zákonodárného národního shromáždění, do kterého byl zvolen 5. září 1791. Dne 3. října přijel do Paříže, kde vstoupil do klubu jakobínů, spolu s dalšími čerstvě zvolenými poslanci: Vergniaudem, Carnotem, Lasourcem. Byl jmenován členem výboru pro vojenské zákony a předpisy.
Gasparin byl zvolen za Bouches-du-Rhône také do nového Národního konventu.
Dne 26. září 1792 se stal členem válečného výboru. Poté odjel se svými kolegy do Dauphiné na inspekci vojenského tábora generála de Montesquiou-Fézensac. Ten byl následně 9. listopadu obžalován za to, že místo obléhání města vyjednal se ženevskými úřady příměří. Konventem jmenovaní Gasparin, Dubois-Crancé a Lacombe Saint-Etienne pak měli za úkol generála odvolat.
Dne 3. ledna 1793 obvinil v Konventu girondinstické vůdce Guadeta, Gensonného a Vergniauda ze zrady tím, že se kompromitovali s králem v červenci 1792 prostřednictvím malíře Josepha Boze.
Během procesu s králem hlasoval pro smrt, proti odvolání k lidu a proti jakémukoli odkladu popravy.
Gasparin mezi lednem a březnem pracoval se svými kolegy ve válečném výboru s potřebou zformovat kvalitní armádu, která by co nejlépe bránila Francouzskou republiku.
Dne 4. dubna 1793 byl odeslán k Severní a Ardenské armádě. Byl u toho, když Charles François Dumouriez přešel k nepříteli s mladým vévodou z Chartres, synem Ludvíka Filipa d'Orléans.
Dne 15. května byl prozatímní výkonnou radou jmenován pobočníkem-generálním náčelníkem brigády. Girondista Barbaroux na něj zaútočil při jeho novém jmenování. Gasparin v reakci na to napsal dva dopisy z Lille Výboru pro veřejnou bezpečnost a Konventu. Popisuje v nich svou práci zástupce na misi s rizikem života a vzpomíná na své vojenské úspěchy.
Dne 13. června 1793 se vrátil s Jeanbonem Saint André do Výboru pro veřejnou bezpečnost a nahradili zde Roberta Lindeta a Jean-Baptista Treilharda. Před odjezdem do Vendée navrhl 16. června dekret trestající smrtí Francouze nebo cizince odsouzené za špionáž na válečných místech nebo v armádě, který Konvent přijal. Byl poslán do Vendée, kde zhodnotil vojenskou situaci a vrátil se do Paříže. Během výzvy z 10. července, která chtěla nahradit Dantonův výbor, kritizovaný za vedení války, byl v té době jediným profesionálním vojákem ve Výboru pro veřejnou bezpečnost. Gasparin narazil na nesouhlas v případě odvolání generála Custina, kterého podpořil. Gasparin armádu Severu znal, protože tam byl jako emisar, ale nedistancoval se od Výboru ohledně zatčení Custina dne 22. července. Druhý den předložil dvou rezignaci ze zdravotních důvodů. Ve výboru ho nahradil Maximilien Robespierre.
Gasparin byl postupně poslán do armády Alp a do Marseille, odkud odešel do Toulonu. Jeho aktivita během obléhání Toulonu vedla k tomu, že město bylo na Angličanech opět dobyto.
V Aix-en-Provence se prostřednictvím Robespierra mladšího a Salicetiho seznámil s mladým důstojníkem Bonapartem.
Když byl během bojů v soutěskách Ollioules zraněn velitel dělostřelectva Elzéar-Auguste Cousin de Dommartin, poslali Gasparin a Saliceti dopis Výboru pro veřejnou bezpečnost, aby na jeho místo jmenoval Bonaparta, což výbor přijal. Na konci října Výbor uznal úsilí vynaložené Gasparinem, o kterém se vědělo, že je nemocný, Salicetim, Barrasem a Fréronem. Dne 5. listopadu 1793 zaslal Gasparin dopis Konventu o budoucím dobytí Toulonu. Protože trpěl zánětem hrudníku, byl převezen ke své rodině do Orange. Zemřel o dva dny později na gangrénu „levého laloku“, jak uvádí dobová zpráva.
Thomas-Augustin Gasparin zanechal syna Adriena de Gasparin, který se stal peerem a členem Akademie věd.
Thomas-Augustin de Gasparin byl pohřben na protestantském hřbitově v Orange. Plán uložit jeho srdce do Pantheonu přijatý Konventem nebyl nikdy uskutečněn.